# Astro Boy – Der Film
Astro Boy – Der Film ist ein amerikanisch-japanisch-hongkonger Science-Fiction-Computeranimationsfilm aus dem Oktober 2009, der teilweise auf Osamu Tezukas Manga Astro Boy basiert.

## Handlung
Tobi, der Sohn von Doktor Tenma, kommt im Jahr 2003 bei einem Experiment mit einem Friedensstifter ums Leben. Da der Professor über den Tod seines einzigen Sohnes nicht hinwegkommt, erschafft er mit Hilfe modernster Technik einen Roboter, der wie Tobi sein soll (er erweckt Robo-Tobi mit einer „Macht“, der Blaukern-Energie). Als er jedoch feststellt, dass Astro Boy nicht sein richtiger Sohn ist und ihm dadurch nicht in die Augen sehen kann, verstößt er ihn.
Der Ex-Bürgermeister von Metro-City will, dass Tenma den Blaukern in Tobi deaktiviert, um den Roboter zu zerstören. Der Freund von Tenma, Doktor Elefun, hofft allerdings, dass sie Astro Boy (also Tobi) nicht finden.
Astro Boy hat auf der Erdoberfläche Freunde gefunden, u. a. auch einen Roboter namens Z.O.G., den er mit der Blaukern-Energie wieder zum Leben erweckt hatte.
Hammeg (Hämmäg ausgesprochen) hat Astros Geheimnis heraus gefunden und benutzt Astro als Killermaschine für andere Roboter in Hammegs Roboterspielen.
Am Ende wird der Ex-Bürgermeister von dem Friedensstifter, der jetzt mit Rotkern-Energie läuft, in sich aufgenommen und zum neuen Monster geboren.
Am Ende besiegt Astro Boy das Monster, aber wird sterben, denn wenn der Blaukern und der Rotkern zusammentreffen, werden beide Kerne erlöschen und sie existieren nicht mehr.
Dadurch, dass Z.O.G. da ist, erzählt er, dass Astro ihn mit einem blauen Zeug (die Blaukern-Energie) zum Laufen gebracht hat, und rettet Astro, so wie Astro ihn gerettet hatte. Am Ende wird die Stadt von Außerirdischen angegriffen.

## Synchronisation
| Rolle                 | Originalsprecher  | Synchronsprecher |
| --------------------- | ----------------- | ---------------- |
| Astro Boy             | Freddie Highmore  | Hannes Maurer    |
| Cora                  | Kristen Bell      | Julia Stoepel    |
| Dr. Elefun            | Bill Nighy        | Jürgen Kluckert  |
| Dr. Tenma             | Nicolas Cage      | Frank Röth       |
| Erzählerin            | Charlize Theron   | Yara Blümel      |
| General Heckler       | Newell Alexander  | Frank Ciazynski  |
| Ham Egg               | Nathan Lane       | Michael Pan      |
| Mike, der Kühlschrank | David Bowers      | Uli Krohm        |
| Mr. Moustachio        | Ryan Stiles       | Frank Ciazynski  |
| Mr. Squirt            | David Alan Grier  | Stefan Gossler   |
| Orrin                 | Eugene Levy       | Stefan Gossler   |
| Präsident Stone       | Donald Sutherland | Gerald Paradies  |
| Robotsky              | Bill Nighy        | Axel Lutter      |
| Sparx                 | Matt Lucas        | Rainer Fritzsche |
| Widget                | Madeline Carroll  | Soraya Richter   |
| Zane                  | Moisés Arias      | Amadeus Strobl   |

## Hintergrund
Astro Boy – Der Film entstand in den Imagi Animation Studios in Hongkong. Regisseur und Co-Autor David Bowers hatte bereits 2006 als Co-Regisseur bei der computeranimierten Komödie Flutsch und weg mitgewirkt.

## Kritiken
Die Filmkritik von kino.de fiel wohlwollend aus. Sie bezeichnet Astro Boy als „farbenfrohes SciFi-Animationsabenteuer im Retrolook“. Der CGI-Animationsfilm könne zwar nicht mit den von Pixar gesetzten Standards mithalten. Die Optik sei jedoch „ordentlich“ und die Actioneinlagen würden Kindern Spaß machen. Insgesamt handele es sich um „ansprechende Familienunterhaltung mit Herz“.